# Ґанді Смріті
Ґанді Смріті (англ. Gandhi Smriti також відомий як Будинок Бірла або Бірла Бгаван) — музей, присвячений Магатмі Ґанді, розташований на Тис Джануарі Роуд, раніше Альбукерке Роуд, в Нью-Делі, Індія. Це місце, де Магатма Ґанді провів останні 144 днів свого життя і був убитий 30 січня 1948 року. Спочатку він був домом індійських ділових магнатів, сім'я Бірла. В даний час також є будинком Вічного Мультимедійного Музею Ґанді, який був створений у 2005 році.

## Історія
Будинок з 12-ма спальнями побудував у 1928 році Гханшьямдас Бірла. Сардар Пател і Магатма Ґанді були частими гостями в сім'ї Бірла. Під час свого останнього перебування, Магатма Ґанді знаходився тут з 9 вересня 1947 року до 30 січня 1948, коли він був убитий. Джавахарлал Неру написав Гханшьямдасу Бірлі, шукаючи спосіб перетворити частину Будинку Бірла на меморіальний будинок. Гханшьямдас поставився досить неохоче до того, щоб віддати будинок з відповідними спогадами. Будинок Бірла був придбаний у Бірла в 1971 році урядом Індії, після тривалих і важких переговорів, до яких, за деякими даними, він навіть вніс вартість фруктових дерев в ціну продажу. Зрештою, Бірла продав майно уряду за 5,4 мільйона рупій (Rs 54 лакхів) готівкою і сім акрів міської землі в обмін, що вважалося дуже вигідною справою. Будинок Бірла відкрився для громадськості 15 серпня 1973 року, будучи перейменований в Ґанді Смріті (або Будинок Пам'яті Ґанді).

## Музей
Музей у будівлі прихистив ряд статей, пов'язаних з життям і смертю Ґанді. Відвідувачі можуть пройтися по будівлі і землях, переглянути збережену кімнату, де жив Ґанді і місце на землі, де він був застрелений під час вечірньої прогулянки. Ґанді був застрелений під час його молитви в місці, де зараз стоїть Колона Мученика.
Ґанді Смріті або Будинок Бірла розташований на Тис Джануарі Марг, 5, за пару кілометрів від Коннот Плейс, в одному з центральних ділових районів Нью-Делі. 

Поза домом стоїть колона, яка містить символ свастики. Популярність колони означає, що вона була використана як наочний приклад того, яким чином етичний сенс символу свастики змінився на Заході в 20-му столітті. Та ж сама колона також містить символ санскриту для звуку медитації, Ом.
Колона Мученика тепер відзначає місце, де Ґанді, «Батько Нації», був убитий.